# Ana Ularu
Ana Ularu (Bucarest, Rumanía, 26 de junio de 1985) es una actriz conocida por haber interpretado a Matilda en la película Outbound.

## Biografía
Es hija del diseñador de producción Nicolae Ularu y de la diseñadora de vestuario Mihaela Ularu.
Habla con fluidez inglés, español y francés.

## Carrera
En 2010 se unió a la película Outbound donde interpretó a Matilda.
En 2013 obtuvo el papel principal de Maria en la película O varã foarte instabilã (en inglés: "A Very Unsettled Summer"). Ese mismo año apareció en la película Sunt o babã comunistã (en inglés: "I'm an Old Communist Hag") como Alice.
En enero del 2017 se unió al elenco principal de la serie Emerald City donde interpretó a la Bruja Malvada del Oeste, hasta el final de la serie en marzo del mismo año.
Ese mismo año aparecerá en la película Muse junto a los actores Joanne Whalley, Franka Potente y Elliot Cowan.

## Filmografía

### Series de televisión
| Año  | Título            | Personaje          | Notas                            |
| ---- | ----------------- | ------------------ | -------------------------------- |
| 2023 | Spy/Master        | Carmen Popescu     | 6 episodios                      |
| 2020 | Tribes of Europa  | Grieta             | 6 episodios.                     |
| 2019 | Alex Rider        | Eva                | Recurrente.                      |
| 2017 | Emerald City      | Bruja del Oeste    | 10 episodios                     |
|      |                   |                    |                                  |
| 2013 | The Borgias       | Charlotte D'Albret | episodio "The Wolf and the Lamb" |
| 2011 | Life on Top       | Asesora            | episodio "Ladies Night"          |
| 2007 | Cu un pas inainte | Alexa Iacob        | 13 episodios                     |

### Películas
| Año  | Título                  | Personaje      | Notas |
| ---- | ----------------------- | -------------- | --- |
| 2018 | Siberia                 | Katya          | junto a Keanu Reeves                                                                                           |
| 2017 | Muse                    | -              | junto a Christopher Lloyd, Joanne Whalley, Franka Potente, Elliot Cowan, Charlotte Vega y Leonor Watling       |
| 2016 | Inferno                 | Vayentha       | junto a Tom Hanks, Felicity Jones                                                                              |
| 2014 | Serena                  | Rachel Hermann | junto a Bradley Cooper, Jennifer Lawrence, Rhys Ifans y Toby Jones                                             |
| 2013 | O varã foarte instabilã | Maria          | junto a Jamie Sives, Kim Bodnia, Diana Cavallioti y Teodor Corban                                              |
| 2013 | Sunt o babã comunistã   | Alice          | junto a Luminita Gheorghiu, Valeria Seciu y Collin Blair                                                       |
| 2010 | Outbound                | Matilda        | junto a Andi Vasluianu, Ioana Flora, Mimi Branescu, Timotei Duma, Ion Sapdaru, Ingrid Bisu y Cristian Olescher |

### Narradora
| Año  | Título     | Notas |
| ---- | ---------- | ----- |
| 2007 | Afterimage | corto |

### Presentadora
| Año  | Título     | Notas     |
| ---- | ---------- | --------- |
| 2012 | Ca-n Filme | miniserie |

## Premios y nominaciones
| Año  | Categoría                      | Premio                                   | Películas               | Resultado |
| ---- | ------------------------------ | ---------------------------------------- | ----------------------- | --------- |
| 2014 | Best Actress in a Leading Role | Gopos Award                              | O varã foarte instabilã | Nominada  |
| 2012 | Best Actress                   | Romanian Union of Filmmakers Award       | Outbound                | Ganó      |
| 2012 | Best Actress in a Leading Role | Gopos Award                              | Outbound                | Ganó      |
| 2012 | EFP Shooting Star              | Berlin International Film Festival Award | -                       | Ganó      |
| 2010 | Best Actress                   | Thessaloniki Film Festival Award         | Outbound                | Ganó      |
| 2010 | Best Actress                   | Swiss Critics Boccalino Award            | Outbound                | Ganó      |
| 2010 | Special Mention                | Warsaw International Film Festival Award | Outbound                | Ganó      |